# 삼고초려

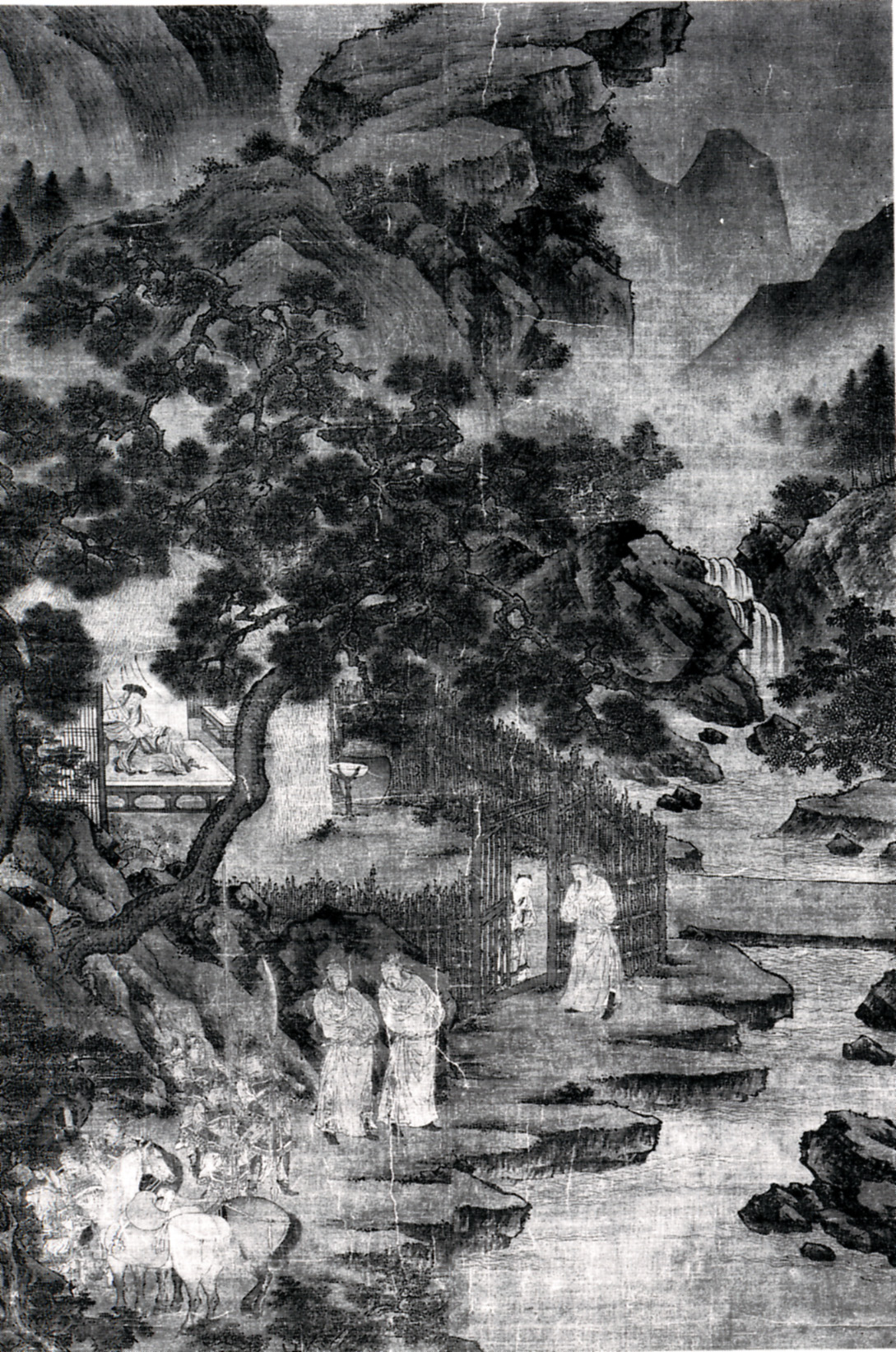
명말의 삼고초려도

삼고초려(三顧草廬)는 인재(人材)를 맞아들이기 위하여 참을성 있게 노력하거나 마음을 쓴다는 뜻으로, 후한 말, 삼국 시대에 촉한의 유비가 융중에 기거하던 제갈량을 얻기 위해 몸소 제갈량의 초가집으로 세 번이나 찾아갔던 일화에서 유래하였다. 삼고지례, 초려삼고(草廬三顧)라고도 한다.